# Sylvain Pabouty
Sylvain Oué Pabouty est un homme politique indépendantiste de Nouvelle-Calédonie, d'origine kanak, né le 3 février 1963 à Nouméa. Longtemps membre du Parti de libération kanak (Palika), il est entré en opposition à la direction de ce mouvement à partir de 2011 et a finalement créé sa propre formation, baptisée Dynamik unitaire Sud (DUS).  

## Origines et formation
Sylvain Pabouty est issu d'une famille originaire de la tribu de Koé, située dans la commune de Touho sur la côte nord-est de la Grande Terre. Il est pour sa part natif de Nouméa, où il passe son enfance et l'ensemble de sa scolarité. Il obtient son baccalauréat en 1982 et part ensuite en France métropolitaine pour suivre des études en administration économique et sociale (AES) au sein de l'université Montesquieu Bordeaux IV. Dès cette époque, il commence par être influencé par des idées marxistes, citant parmi ses lectures les ouvrages de Trotsky, de Mao ou encore de l'historien sénégalais Cheikh Anta Diop. 
Il adhère dès cette époque au Parti de libération kanak (Palika), mouvement créé en 1975 afin de défendre l'accession à l'indépendance de la Nouvelle-Calédonie et qui se réclame du socialisme scientifique, et donc au Front de libération nationale kanak et socialiste (FLNKS). Alors que la violence politique, sociale et ethnique atteint son paroxysme durant la période dite des « Évènements » entre 1984 et 1988, il participe aux comités de soutien indépendantistes en Métropole. Il retourne en Nouvelle-Calédonie en 1991.

## Homme d'appareil et militant associatif
Il devient ensuite un collaborateur du groupe du FLNKS au Congrès du Territoire, l'assemblée délibérante de la Nouvelle-Calédonie. Il exerce également plusieurs responsabilités au sein du bureau politique du Palika ou du Front indépendantiste. Il est tout particulièrement entre 2000 et 2006 chargé des questions relatives à la Santé et au social, aux syndicats et à la communication au sein du bureau politique du Palika tout en devenant le responsable de l'édition du journal Kanak, l'organe officiel du parti. Il devient alors la voix officielle du mouvement et attache à moderniser sa communication, intervenant régulièrement sur le forum indépendantiste Kanaky On Line (KOL) et en contribuant à la création d'un site internet, l'un des premiers pour un parti politique néo-calédonien. Il est de 2004 à 2009 le directeur de cabinet de Déwé Gorodey, vice-présidente Palika du gouvernement de la Nouvelle-Calédonie chargée de la culture et de la condition féminine. 
De plus, il fonde en 1992 l'« Association pour le droit au logement décent pour tous » (ADLD) qui fédère différentes organisations et se bat pour défendre les intérêts des habitants des squats du Grand Nouméa. Il fait également partie du Conseil national des peuples autochtones en Kanaky Nouvelle-Calédonie (CNDPA-KNC), dont le but est de faire le lien entre les indépendantistes kanak et le Conseil mondial des peuples autochtones en vue de l'élaboration de la Déclaration des droits des peuples autochtones adoptée par l'Assemblée générale de l'ONU en 2007. Enfin, Sylvain Pabouty est membre du « Comité 150 ans après » qui milite dans le contexte de la préparation des commémorations du 150e anniversaire de la prise de possession de la Nouvelle-Calédonie par la France en 2003 pour faire de cette date anniversaire, le 24 septembre, une célébration plus consensuelle sous le nom de « Fête de la Citoyenneté ». Ce « Comité » joue notamment un rôle important dans l'élaboration du « Mwâ kâ » et de la place où il est installé à Nouméa à partir du 24 septembre 2004. 

## Participations électorales
Il est en 10e position sur la liste « Union nationale pour l'indépendance » (UNI, nom d'une coalition animée par le Palika créée pour concurrence au sein du FLNKS l'Union calédonienne) menée par le maire de Yaté Raphaël Mapou dans le Sud lors des élections provinciales du 9 juillet 1995. Celle-ci n'obtient que 1 940 voix et 4,3 % des suffrages exprimés, et aucun élu. Il est à nouveau présent, en 15e place, sur une liste UNI menée par un autre maire de Yaté, lui aussi Palika, Adolphe Digoué, lors des provinciales du 9 mai 2004. 
Mais il devient surtout l'un des chefs de file des indépendantistes à Nouméa, un bastion anti-indépendantiste. Lors des élections municipales de 2001, il est en 3e position sur la liste « Alternative citoyenne » formée conjointement par le FLNKS, la section locale du Parti socialiste (PS) et le petit mouvement « accordiste » (c'est-à-dire neutre sur la question de l'indépendance mais voulant mettre l'accent sur la création d'une identité néo-calédonienne commune et pluriethnique, comme voulu dans l'accord de Nouméa) « Génération calédonienne » de Jean-Raymond Postic. Emmenée par Gérald Cortot de l'Union calédonienne (UC), elle ne gagne que deux sièges de conseillers municipaux (pour Cortot et Postic), et Sylvain Pabouty n'est donc pas élu. 
Sept ans plus tard, lors des élections municipales de mars 2008, c'est lui qui est choisi pour prendre la tête de la liste « Alternatives citoyennes - Une ville pour tous ! ». S'il n'est pas allié cette fois à « Génération calédonienne », qui part seul lors de ce scrutin, il s'associe à nouveau avec le PS local, avec le mouvement indépendantiste modéré Libération kanak socialiste (LKS) et avec des personnalités issues de la société civile. Considérant que : « Quand on arrive ici, on se croirait dans une ville du sud de la France, en beaucoup moins beau. Nouméa a besoin d’afficher son identité océanienne pour devenir pleinement la cité multiculturelle qu’elle est de fait », il déclare souhaiter moderniser Nouméa et lui donner une identité océanienne tout en voulant « en finir avec vingt-cinq ans de gestion désuète ». Parmi ses propositions phares figurent la création d'arrondissements comme circonscriptions électorales, la création d'une « carte de quotient familial », la définition de nouveaux moyens de transports en commun comme un ferry qui relierait la banlieue à la ville, un tramway ou bien un bus hybride en site propre, la mise en place d'une police de proximité ou encore l'intégration du caractère kanak et océanien dans l'architecture et l'urbanisme. Lors du premier tour le 9 mars 2008, il rassemble 1 174 voix et 4,62 % des suffrages exprimés, arrivant en avant-dernière place parmi sept listes candidates, et ne se qualifie donc pas pour le second tour qui oppose trois formations anti-indépendantistes (celle du maire sortant Rassemblement-UMP Jean Lèques, celle « Changer, c'est capital » de l'Avenir ensemble Sonia Lagarde et celle « Nouméa, la diversité en mouvement » du sénateur RPC Simon Loueckhote). 
Aux élections provinciales du 10 mai 2009, il est le troisième candidat de la liste unitaire du FLNKS dirigée par le grand-chef Rock Wamytan de l'UC. Si le Palika soutient officiellement cette formation, plusieurs de ses cadres dans le Sud (dont l'un de ses fondateurs historiques, Élie Poigoune, ou encore Louis Mapou) forment avec d'autres personnalités indépendantistes (dont la veuve de Jean-Marie Tjibaou, Marie-Claude, ou d'autres figures de l'UC comme Octave Togna ou Jean-Pierre Déteix) ou de gauche (et surtout le PS) mais aussi avec des non-indépendantistes modérés (par exemple Laurent Chatenay) la liste « Ouverture citoyenne ». Le FLNKS, après cinq années passées sans avoir de représentation dans l'Assemblée du Sud, obtient 5 342 votes soit 8,82 % des voix et 4 conseillers provinciaux sur 40, dont 3 des 32 élus de cette collectivité également envoyés au Congrès. Sylvain Pabouty est donc élu dans ces deux institutions.

## Élu du FLNKS
À l'Assemblée de la Province Sud, Sylvain Pabouty devient le chef du groupe FLNKS. 
Au Congrès, il siège au sein du groupe FLNKS qui est en fait dominé par l'UC, ne rejoignant donc pas le groupe UNI formé par les autres élus issus du Palika. Il critique de plus en plus la direction de son parti, et notamment son principal dirigeant, le président de l'Assemblée de la Province Nord, Paul Néaoutyine, lui reprochant de mettre en difficulté l'unité du Front. La rupture se fait plus vive lorsque l'UC provoque la chute du gouvernement local présidé par Philippe Gomès en février 2011 et que Rock Wamytan se fait élire le 1er avril suivant à la présidence du Congrès avec les voix des élus anti-indépendantistes du Rassemblement-UMP et de l'Avenir ensemble, deux choix qui sont vivement critiqués et combattus par le Palika. 
Le 5 novembre 2011, Sylvain Pabouty officialise sa rupture avec son parti d'origine et annonce la création de son propre mouvement, baptisé « Dynamik unitaire Sud » (DUS). Il présente sa « démarche » comme « s'inscrivant dans une logique unitaire » qui, selon lui, « respecte les décisions adoptées lors des réunions du FLNKS », à savoir de son bureau politique dominé par l'UC et ses alliés depuis 2009. 
Il est d'autre part porté à la vice-présidence de la commission permanente du Congrès à partir du 8 juin 2009. Il est également l'un des deux questeurs du bureau de cette assemblée du 13 juillet 2010 au 19 août 2011, et remplace à partir du 21 avril 2011 Rock Wamytan (élu à la tête du Congrès) en tant que coprésident de la commission de la Législation et de la Réglementation relatives aux Affaires coutumières, aux côtés de l'anti-indépendantiste Léonard Sam de Calédonie ensemble.